# Expedice Živá Afrika

Návrat expedice Živá Afrika, 7.12. 1994, Staroměstské náměstí Praha.
Zleva: Hynek Adámek, Vítězslav Strnad, Jiří Sedlář, Petr Kubíček, Rudolf Švaříček a Miroslav Chovanec.

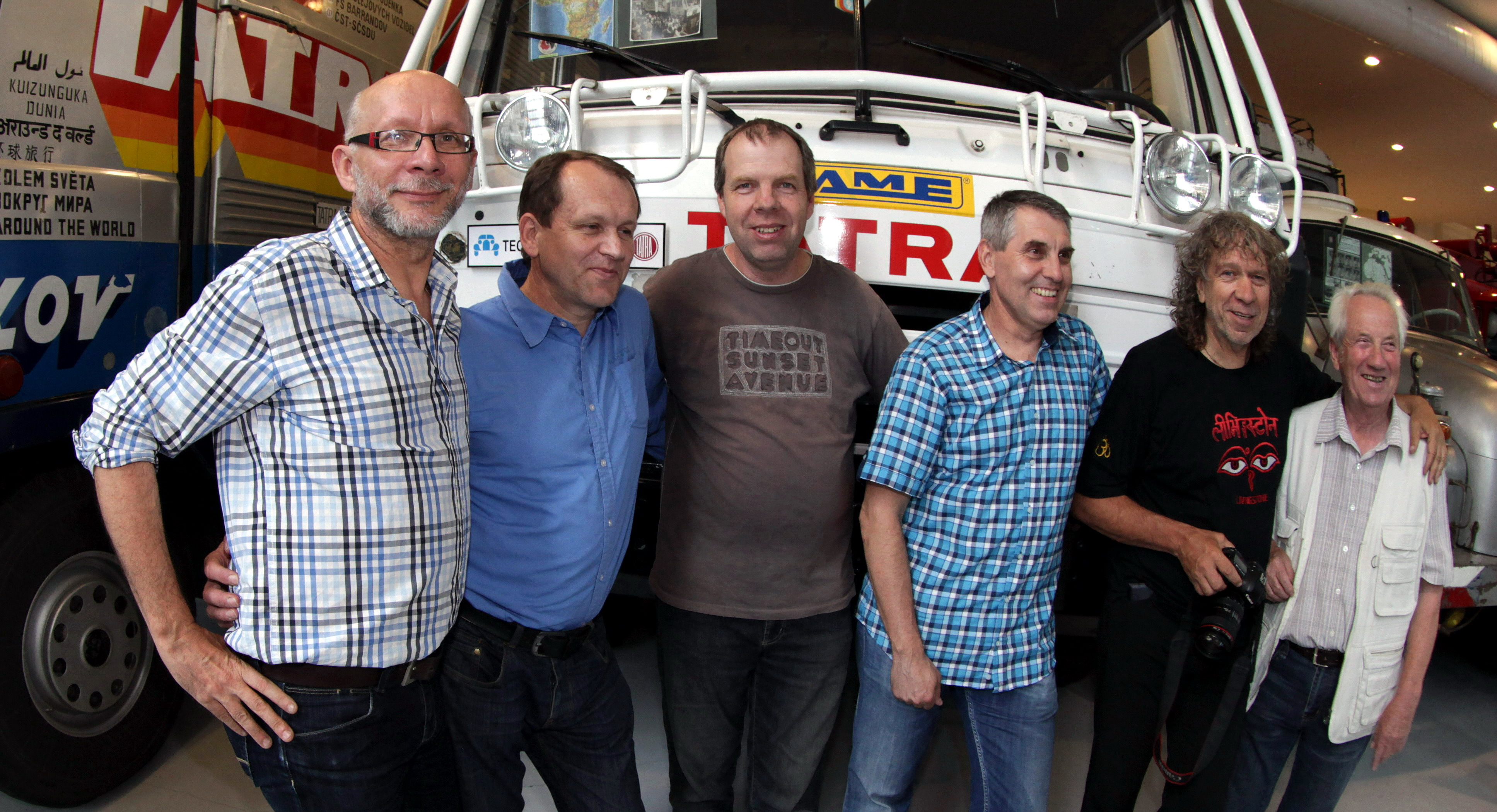
Členové Expedice Živá Afrika na setkání v roce 2015.

Expedice Živá Afrika byla osmičlenná průzkumná výprava, která směřovala do Afriky. Expedice se odehrála mezi 14. dubnem a 6. prosincem roku 1994. Měla k dispozici upravené nákladní auto Tatra 815  VVN  6x6 se speciální obytnou nástavbou, doprovodné vozidlo UAZ 4x4 2,5 D Tuareg od výrobce Autozávod Český Dub a motorové rogalo, což umožňovalo pořizovat letecké záběry vybraných lokalit.  
Skládala  se z osmi členů, dvou řidičů (Miroslava Chovance a Jiřího Sedláře), dvou geografů (RNDr. Petra Kubíčka a RNDr.Hynka Adámka, vedoucího expedice a autora myšlenky expedice RNDr. Vítězslava Strnada, lékaře MUDr. Davida Pospíšila, kameramana Ing. Rudolfa Švaříčka a pilota motorového rogala Josefa Petra. 

Činnost expedice Živá Afrika byla zaměřena na geografický a entomologický výzkum v oblasti Sahelu a tropické Afriky. Geografové se snažili v rámci programu MAB Man and Biosphere rozvinout spolupráci s místními univerzitami. Osud expedice byl hojně sledován jak českými médii, tak i místními televizemi a novinami. Současně se jednalo o poslední velkou průzkumnou výpravu, která byla podpořena automobilkou Tatra.

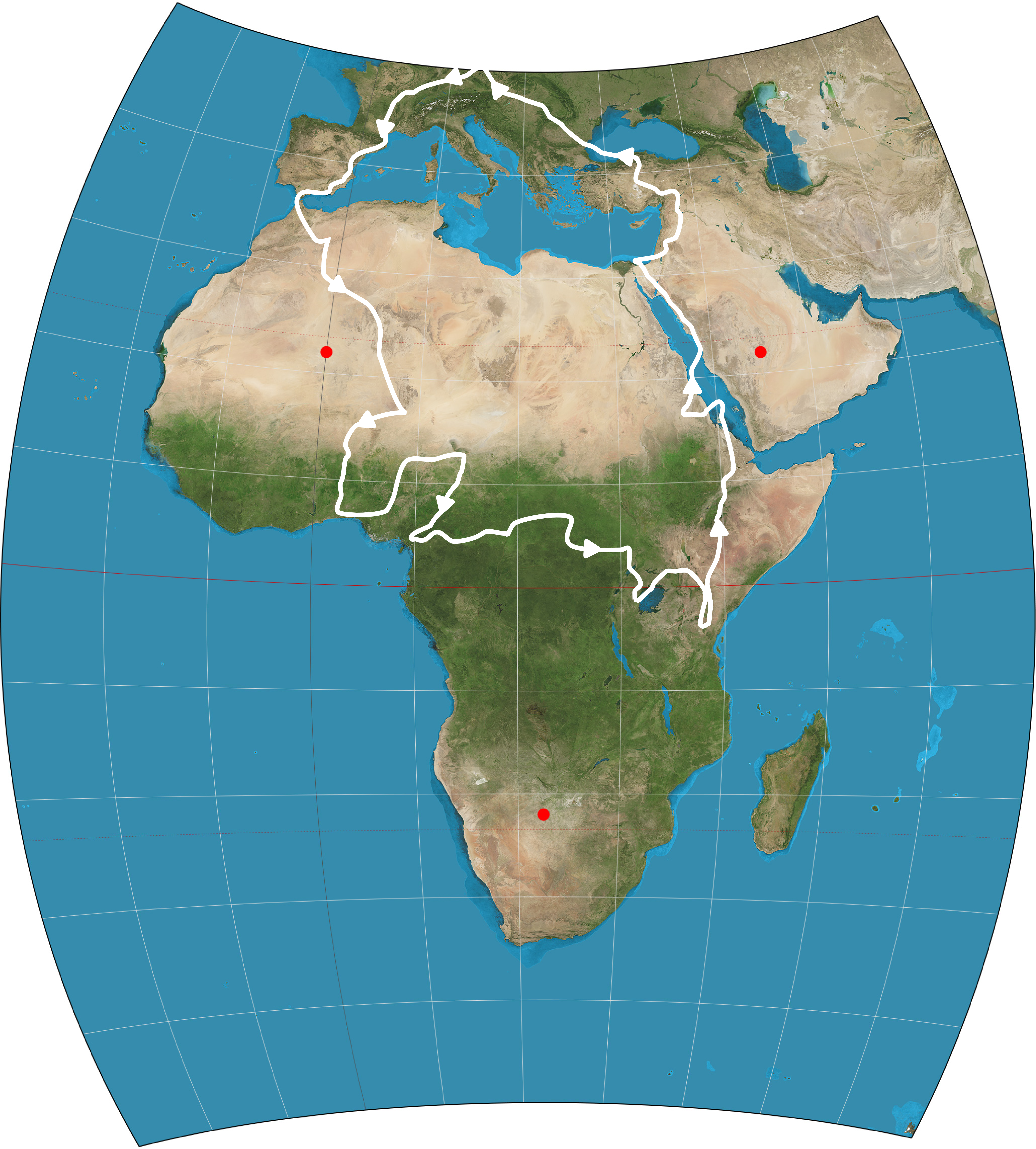
Trasa expedice Živá Afrika

## Průběh expedice
Expedice vyrazila z Česka 14. dubna 1994. Celkem byla na cestě 238 dnů, během kterých členové výpravy v 16 afrických zemích ujeli 24 487 km.  Expedici se podařilo dovézt humanitární pomoc do Rwandy, kde právě dozníval nejkrvavější konflikt v novodobých afrických dějinách.
V průběhu výpravy zahynuli  27. září 1994 pilot rogala Josef Petr a lékař David Pospíšil, když se pokoušeli přeletět nejvyšší vrchol Afriky Kilimandžáro. 

## Dozvuk expedice
V roce 1995 uspořádali členové expedice fotografickou výstavu Živá Afrika. Fotografie Davida Pospíšila a Hynka Adámka byly doplněny černobílými záběry Afriky pořízenými Jiřím Hanzelkou a Miroslavem Zikmundem v roce 1947.
V současnosti je expediční Tatra umístěna v Technickém muzeu Tatra v Kopřivnici.

### Literatura

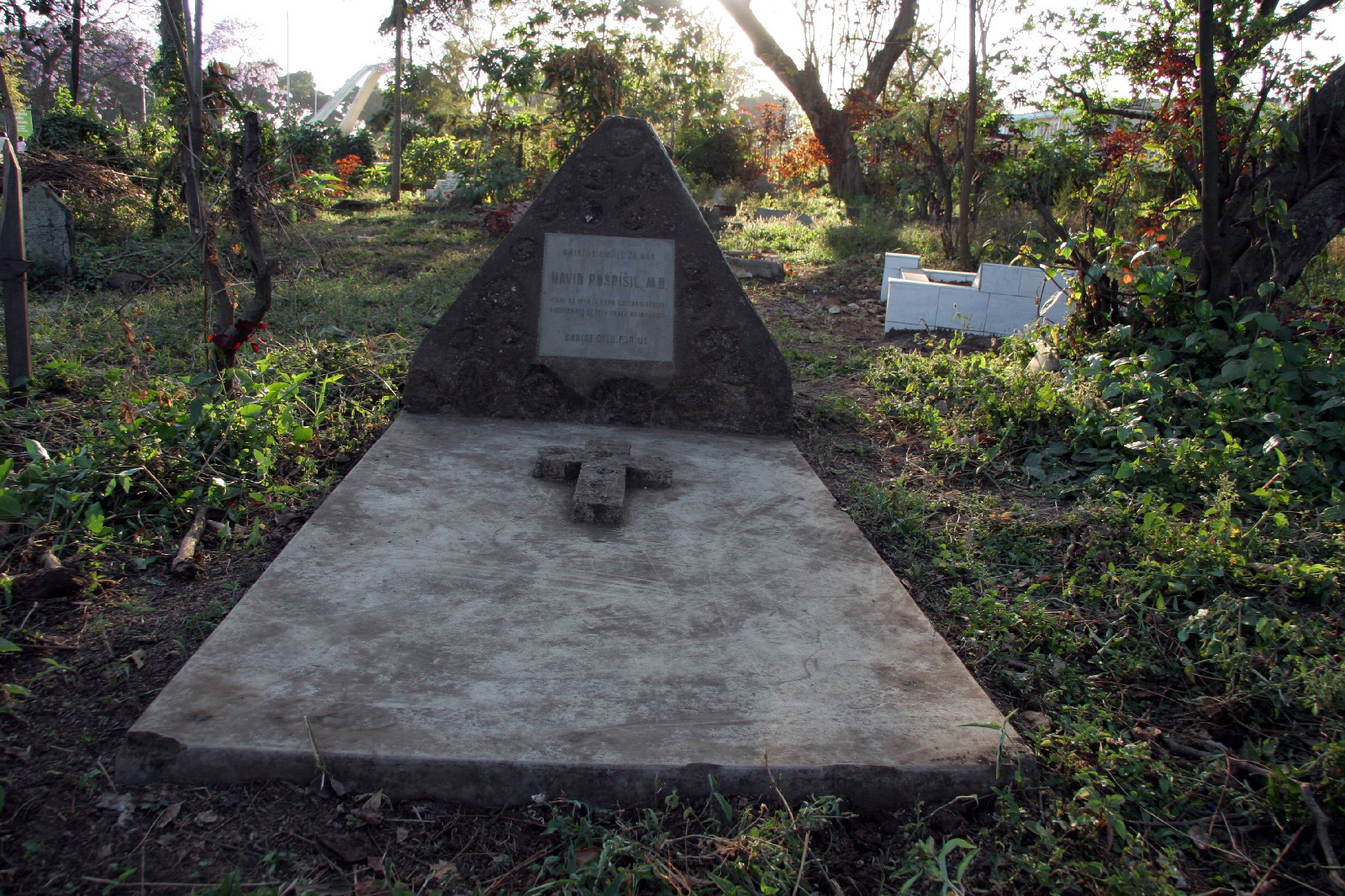
Hrob lékaře expedice Davida Pospíšila na hřbitově v Arushi.